# 中国驻几内亚大使列表
本列表为中华人民共和国驻几内亚历任大使名录。

## 历任中国驻几内亚大使

### 中华人民共和国驻几内亚大使（1959年至今）
1958年几内亚独立后，于1959年10月4日与中华人民共和国建交，开始派遣驻几内亚大使。
| 姓名   | 任命           | 任命           | 到任           | 递交国书       | 免职           | 免职           | 离任           | 外交衔级 | 外交职务     | 备注           |
| 姓名   | 全国人大常委会 | 主席           | 到任           | 递交国书       | 全国人大常委会 | 主席           | 离任           | 外交衔级 | 外交职务     | 备注           |
| ------ | -------------- | -------------- | -------------- | -------------- | -------------- | -------------- | -------------- | -------- | ------------ | -------------- |
| 赵源   | 不適用         | 不適用         | 1959年12月24日 | 1959年12月31日 | 不適用         | 不適用         | 1960年3月31日  | 参赞     | 临时代办     | 筹备开馆       |
| 柯华   | 1959年11月27日 | 1960年3月4日   | 1960年3月31日  | 1960年4月11日  | 1964年7月22日  | 1964年8月4日   | 1964年5月21日  | 大使     | 特命全权大使 |                |
| 柴泽民 | 1964年6月9日   | 1964年8月4日   | 1964年9月18日  | 1964年9月26日  | 不適用         | 不適用         | 1967年6月      | 大使     | 特命全权大使 |                |
| 林秉南 | 不適用         | 不適用         | 1967年6月      | 不適用         | 不適用         | 不適用         | 1969年6月      | 参赞     | 临时代办     |                |
| 韩克华 | 不適用         | 不適用         | 1969年6月      | 1969年7月8日   | 不適用         | 不適用         | 1974年6月28日  | 大使     | 特命全权大使 |                |
| 钱其琛 | 不適用         | 不適用         | 1974年8月15日  | 1974年8月20日  | 1976年12月2日  | 不適用         | 1976年11月5日  | 大使     | 特命全权大使 | 兼驻几内亚比绍 |
| 彭华   | 1976年12月2日  | 不適用         | 1977年1月27日  | 1977年2月4日   | 1980年8月26日  | 不適用         | 1980年10月     | 大使     | 特命全权大使 |                |
| 康晓   | 1981年3月6日   | 不適用         | 1981年4月      | 1981年4月15日  | 1984年7月7日   | 1984年12月14日 | 1983年12月18日 | 大使     | 特命全权大使 |                |
| 禹惠民 | 1984年7月7日   | 1984年12月14日 | 1984年10月     | 1984年10月25日 | 1989年10月31日 | 1990年4月7日   | 1990年3月      | 大使     | 特命全权大使 |                |
| 江翔   | 1989年10月31日 | 1990年4月7日   | 1990年5月      | 1990年5月10日  | 1994年3月5日   | 1994年5月23日  | 1994年4月      | 大使     | 特命全权大使 |                |
| 孔明辉 | 1994年3月5日   | 1994年5月23日  | 1994年5月      | 1994年6月2日   | 1997年11月1日  | 1998年4月2日   | 1998年2月      | 大使     | 特命全权大使 |                |
| 许孟水 | 1997年11月1日  | 1998年4月2日   | 1998年3月      |                | 2000年7月8日   | 2000年12月4日  | 2000年10月     | 大使     | 特命全权大使 |                |
| 石同宁 | 2000年7月8日   | 2000年12月4日  | 2000年11月     | 2000年12月7日  | 不適用         | 不適用         | 2001年4月      | 大使     | 特命全权大使 | 任内病逝       |
| 龚元兴 | 2001年6月30日  | 2001年9月11日  | 2001年8月      | 2001年9月20日  | 2003年6月28日  | 2004年1月29日  | 2004年1月      | 大使     | 特命全权大使 |                |
| 刘玉坤 | 2003年6月28日  | 2004年1月29日  | 2004年2月8日   | 2004年2月19日  | 2006年6月29日  | 2006年12月15日 | 2006年9月      | 大使     | 特命全权大使 |                |
| 火正德 | 2006年6月29日  | 2006年12月15日 | 2006年11月     |                | 2010年6月25日  | 2010年10月25日 | 2010年10月     | 大使     | 特命全权大使 |                |
| 赵立兴 | 2010年6月25日  | 2010年10月25日 | 2010年10月15日 | 2010年10月27日 | 2013年8月30日  | 2013年11月25日 | 2013年11月     | 大使     | 特命全权大使 |                |
| 卞建强 | 2013年8月30日  | 2013年11月25日 | 2013年11月15日 | 2013年12月3日  | 2018年2月24日  | 2018年9月25日  | 2018年9月      | 大使     | 特命全权大使 |                |
| 黄巍   | 2018年2月24日  | 2018年9月25日  | 2018年9月29日  | 2018年10月8日  |                | 2025年8月15日  | 2025年6月      | 大使     | 特命全权大使 |                |
| 孙勇   |                | 2025年8月15日  | 2025年8月3日   |                | 现任           |                |                | 大使     | 特命全权大使 |                |